# Ólafsfjörður

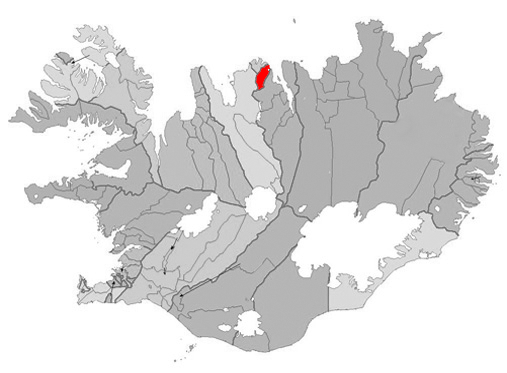
Ólafsfjörður na mapie Islandii

Ólafsfjörður – miejscowość w północnej Islandii, w północnej części półwyspu Tröllaskagi, położona między jeziorem Ólafsfjarðarvatn a fiordem Ólafsfjörður, boczną zatoką dużego fiordu Eyjafjörður. Przez miejscowość przebiega droga nr 82, łącząca ją tunelami z Siglufjörður, położonym na zachodzie głównym miastem gminy Fjallabyggð, w skład której wchodzi Ólafsfjörður. Na początku 2018 zamieszkiwało ją 791 osób. W ostatnich latach populacja miejscowości zmniejszała się w znacznym tempie. 
Ólafsfjörður powstało pod koniec XIX wieku jako port rybacki. Rozwinęło się w szczególności w latach 40. i 50. XX wieku jako ośrodek połowu śledzi, podobnie jak sąsiednie miasto Siglufjörður. Wraz z upadkiem tej gałęzi rybołówstwa osada zaczęła tracić na znaczeniu. Współcześnie mieszkańcy nadal utrzymują się z połowów ryb oraz turystyki. Rozwija się oferta sportowa i rekreacyjna, m.in. trasy narciarskie. W Ólafsfjörður znajduje się skocznia narciarska o punkcie konstrukcyjnym K15.
Miastem partnerskim Ólafsfjörður jest Hillerød w Danii.

## Ludność Ólafsfjörður
| Data  | Ludność |
| ----- | ------- |
| 1997: | 1098    |
| 2003: | 994     |
| 2004: | 980     |
| 2005: | 946     |